# Sienita

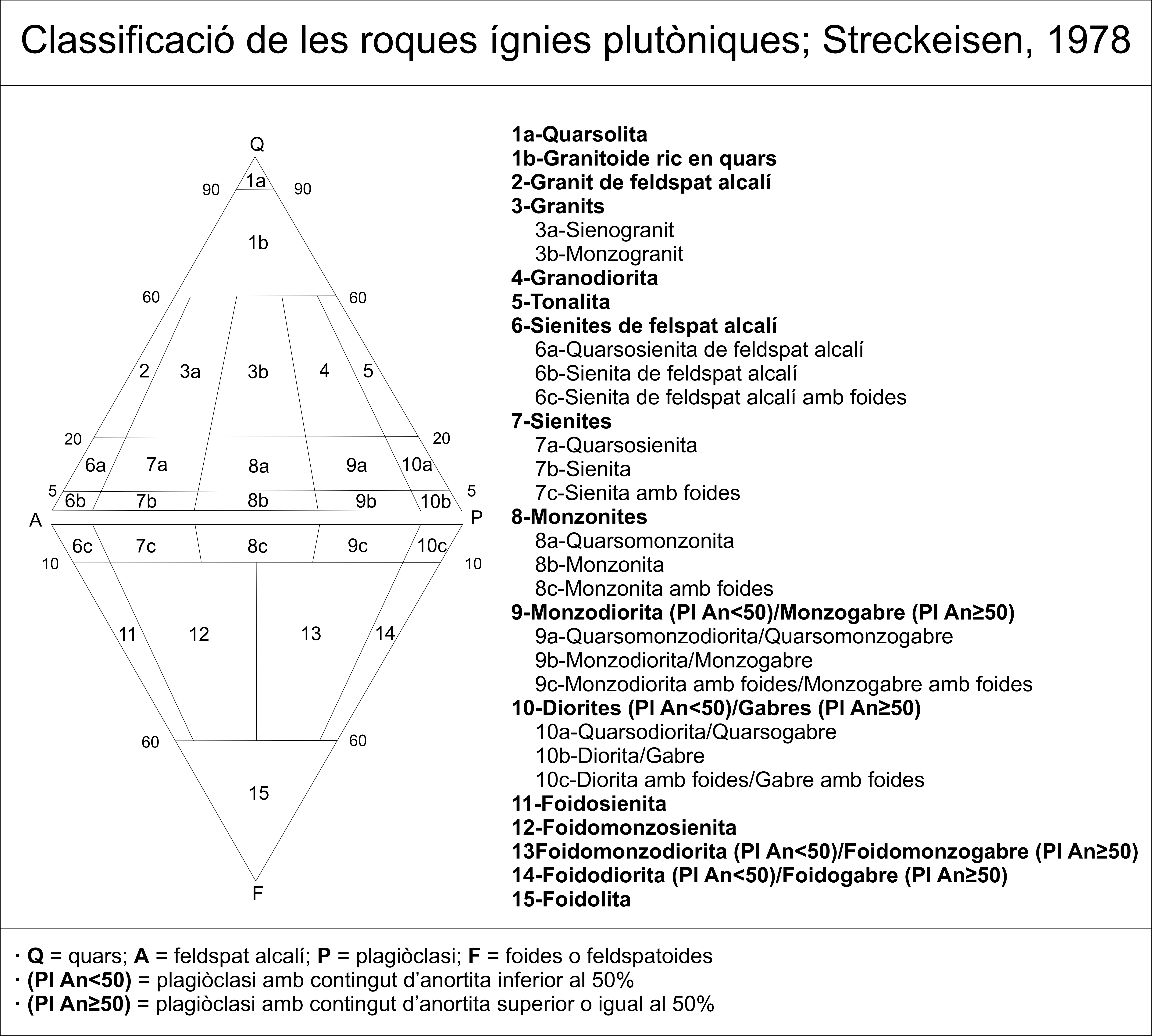
Classificació de les roques ígnies plutòniques segons Streckeisen 1978. La sienita es troba al lloc 7b.

La sienita és una roca ígnia plutònica constituïda per minerals com feldespat, oligòclasi, albita, i minerals màfics com la biotita i el piroxè (augita). Es pot distingir del granit per la manca de quars, la qual cosa no vol dir que no hi pugui haver-ne. S'origina per la diferenciació d'un magma basàltic alcalí.